# Clare Consuelo Sheridan
Clare Consuelo Sheridan nata Frewen (Londra, 9 settembre 1885 – Hastings, 31 maggio 1970) è stata una scultrice, scrittrice e giornalista inglese, nota principalmente per la creazione di busti di personaggi famosi e per la scrittura di diari che raccontavano i suoi viaggi mondani. Era cugina di Sir Winston Churchill, con il quale aveva avuto una relazione amichevole, anche se il suo sostegno alla Rivoluzione d'Ottobre nel 1917 li fece rompere politicamente. Le piaceva viaggiare per il mondo. Tra la sua cerchia di amici c'erano la principessa Margherita di Svezia, Lord e Lady Mountbatten, Lady Diana Cooper, Vita Sackville-West e Vivien Leigh.

## Primi anni
Clare Consuelo Frewen nacque a Londra, figlia di Moreton Frewen, il proprietario anglo-irlandese di Brede Place a Brede, nell'East Sussex, e della sua moglie americana, l'ex Clarita "Clara" Jerome. La madre di Jerome era la sorella maggiore di Lady Randolph Churchill, che fece di Clare Sheridan una cugina di Winston Churchill. La sua madrina e omonima era Consuelo Vanderbilt, duchessa di Marlborough. Sheridan fu educata dalle governanti a casa nel Sussex e in una proprietà di famiglia a Inishannon, nella contea di Cork, prima di frequentare brevemente una scuola del convento di Parigi e una scuola di perfezionamento tedesca. Era una debuttante all'età di diciassette anni, ma si allontanò da quella scena sociale per tentare di scrivere romanzi. Fu incoraggiata in questo da amici di famiglia fra i quali figuravano sia Henry James che Rudyard Kipling.
Sposò Wilfred, noto come William, Frederick Sheridan nel 1910 a St. Margaret's, Westminster. Ebbero due figlie e quando una di loro, Elizabeth, morì nel febbraio 1914, Clare Sheridan realizzò una scultura di un piccolo angelo piangente per la tomba della piccola. Fu da questa opera d'arte che scoprì l'abilità di scolpire. Wilfred Sheridan era un tenente della Rifle Brigade e fu ucciso mentre guidava i suoi uomini nella Battaglia di Loos nel 1915, pochi giorni dopo la nascita del terzo figlio della coppia, il loro figlio Richard. Sheridan si trasferì dalla Francia a Londra per studiare con John Tweed e il professor Édouard Lantéri. Una mostra del suo lavoro fu un successo e portò a una serie di commissioni tra cui un ritratto in busto di H. H. Asquith per l'Oxford Union.

## Russia sovietica

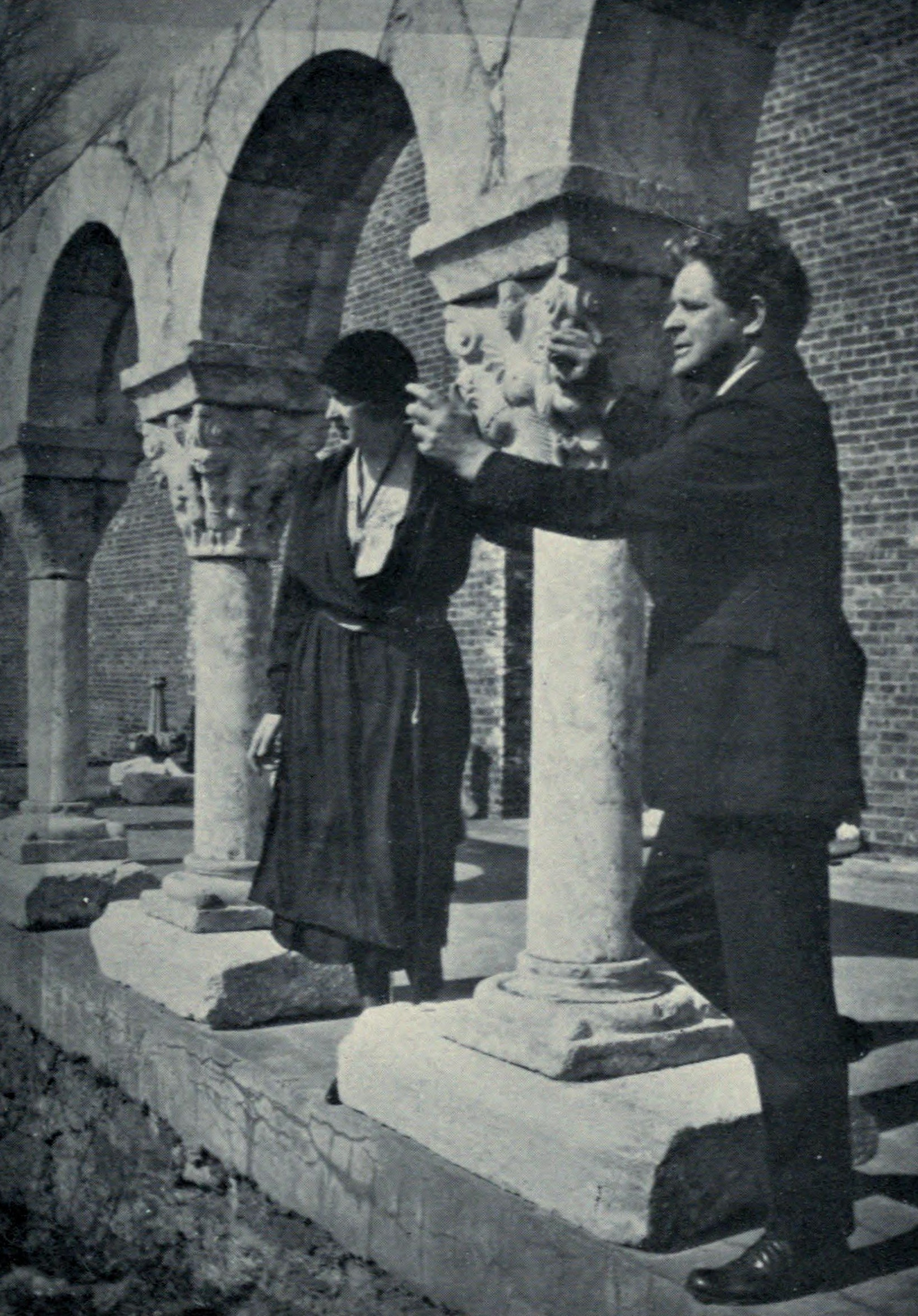
George Grey Barnard descrive i suoi chiostri a Clare Sheridan.

Nell'estate del 1920 la prima delegazione commerciale russa sovietica che visitò Londra invitò la Sheridan a recarsi in Russia per realizzare busti di importanti rivoluzionari. Le autorità britanniche si rifiutarono di rilasciare il visto, ma lei navigò con la delegazione a Stoccolma, dove Lev Kamenev ottenne per lei un visto estone. Rimase al Cremlino per due mesi, dove tra i soggetti delle sue sculture figuravano Vladimir Lenin, Leon Trotsky, Felix Dzerzhinsky e Lev Kamenev. Mentre era in Russia, si dice che la Sheridan abbia avuto relazioni con più di uno dei suoi modelli. Si pensa che la sua presunta relazione con Kamenev abbia iniziato i problemi nel suo matrimonio con la sua prima moglie, Olga Kameneva. L'autore Robert Service affermò, nel 2009, che c'era una relazione tra la Sheridan e Trotsky. Trotsky firmò e dedicò un dipinto di se stesso alla Sheridan e la invitò a rimanere in Russia e ad aprire uno studio. Durante il suo soggiorno, fu combattuta la Guerra civile russa. Winston Churchill, in qualità di Segretario di Stato per la Guerra, stava premendo per l'intervento britannico e alleato ed era furioso nell'apprendere delle attività della Sheridan. Quando tornò a Londra, Churchill rifiutò di vederla e, dopo essersi ritrovata universalmente evitata nella buona società a causa del suo sostegno al bolscevismo, si trasferì in America.
Nel gennaio 1921 la Sheridan e suo figlio, Richard salparono a bordo della RMS Aquitania, da Southampton a New York, dove arrivarono il 30 gennaio 1921. A fare la traversata c'era anche il comandante Hugo W. Koehler, USN, la spia navale americana che stava tornando in America dopo dieci mesi trascorsi con l'esercito bianco in Crimea. La Sheridan incontrò Koehler sulla nave e, nonostante le sue simpatie bolsceviche e la sua fedeltà ai Bianchi, divennero amici. Sheridan ha descritto Koehler come "mandato dal paradiso", scrivendo che "Koehler aveva promesso di essere al mio fianco in caso di bisogno. Era straordinariamente gentile e sopportava la noia infinita mentre aspettava per conto nostro". In una lettera scritta da Koehler nel 1922 menzionò la "famosa signora Sheridan contro la quale il Ministero degli Esteri tuonò così forte... nonostante fosse ben noto (sebbene questo, ovviamente, fosse attentamente secretato) che era un'agente del MI5 ".

## Giornalismo

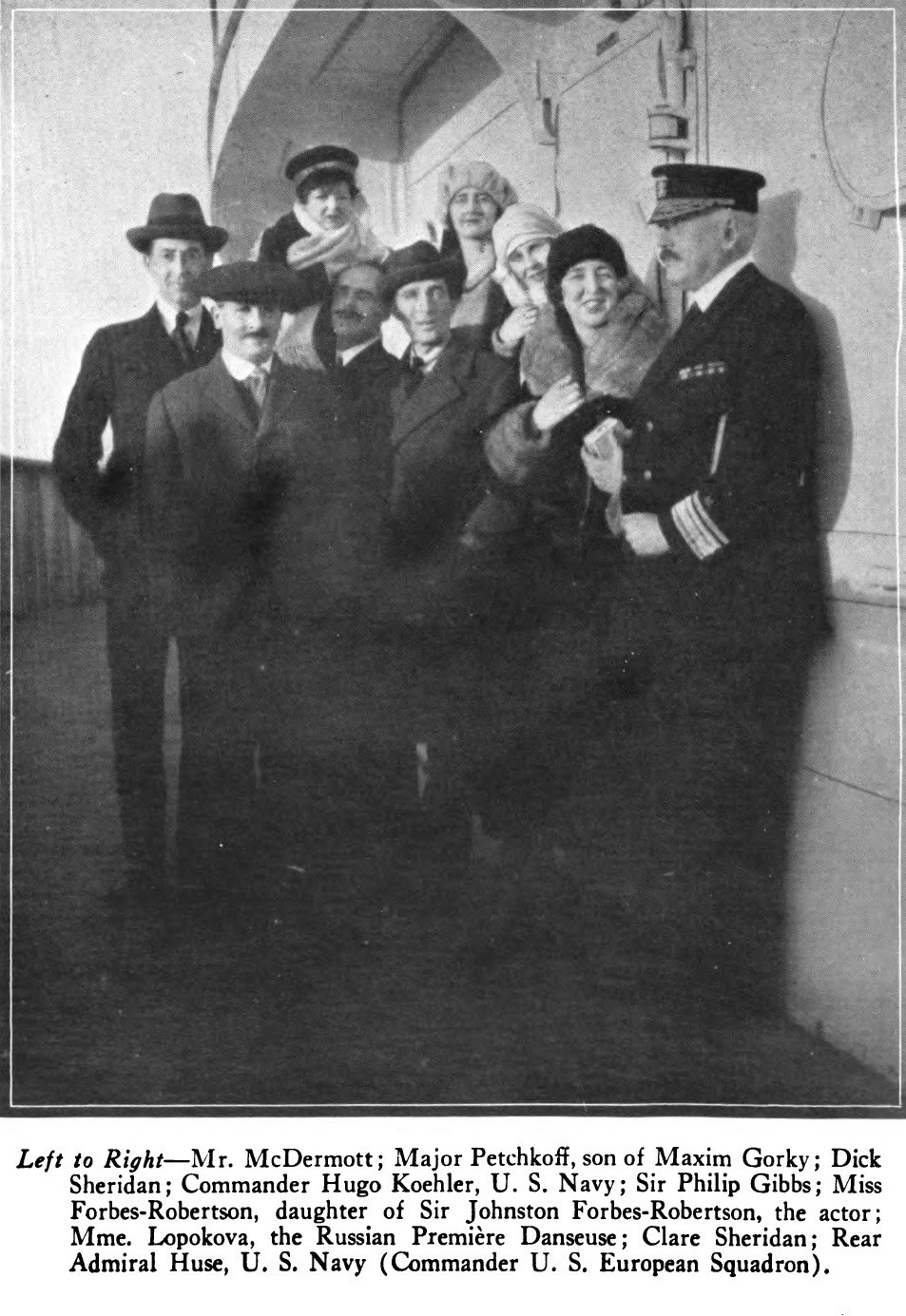
Sheridan, Hugo Koehler (holding her son, Richard) and others, aboard RMS Aquitania, January 1921

Durante una visita in America, la Sheridan ha avuto una relazione amorosa con Charlie Chaplin. Fu anche presentata a Herbert Swope, l'editore del New York World che, impressionato dal suo racconto del suo periodo in Russia che era stato pubblicato come Russian Portraits, le offrì un lavoro come corrispondente europeo itinerante dei giornali. In questo ruolo ottenne numerosi scoop notevoli per il giornale. Durante la Guerra civile irlandese riuscì ad intervistare sia Michael Collins che Rory O'Connor. Ha presentato vividi resoconti dalla città occupata di Smirne durante la Guerra greco-turca. Intervistò Aleksandăr Stambolijski in Bulgaria, Benito Mussolini a Roma e Mustafa Kemal Atatürk.
Un secondo viaggio in Russia nel 1923 si concluse con la disillusione del corso della Rivoluzione e fu dichiarata "persona non grata" nel paese. Nonostante ciò convinse il rappresentante sovietico a Londra a rilasciare un visto d'ingresso per lei e suo fratello per visitare il sud del paese. Nel 1924 lei e suo fratello, l'ufficiale della Royal Navy Oswald Frewen, fecero un audace viaggio in motocicletta a lunga distanza dal Sussex attraverso l'Europa fino all'URSS, terminando a Odessa. Il viaggio di 4 226 miglia (6 801 km) avvenne tra luglio e settembre 1924 con Frewen ai comandi di una moto AJS da 799  hp, 7 cv e la Sheridan nel sidecar. Si dice che l'AJS, soprannominata Satanella, sia stata la prima motocicletta britannica in Unione Sovietica. La Sheridan pubblicò un libro di memorie del viaggio, Across Europe with Satanella nel 1925. Si trasferì a Costantinopoli con i suoi due figli e abbandonò il giornalismo per dedicarsi alla scultura.
La relazione di Sheridan con noti agenti sovietici le valse i sospetti del servizio di sicurezza. Si guadagnò un fascicolo dell'MI5 in cui si leggeva: "Si è comportata in modo sleale in vari paesi stranieri, adottando un atteggiamento costantemente anti-britannico". Successivamente, nel 1925, la Sheridan si trasferì in Algeria, dove l'MI5 notò che "sembrava essere a suo agio e senza debiti per la prima volta in 10 anni". Costruì una casa ai margini del Sahara a Biskra.

## Gli anni successivi

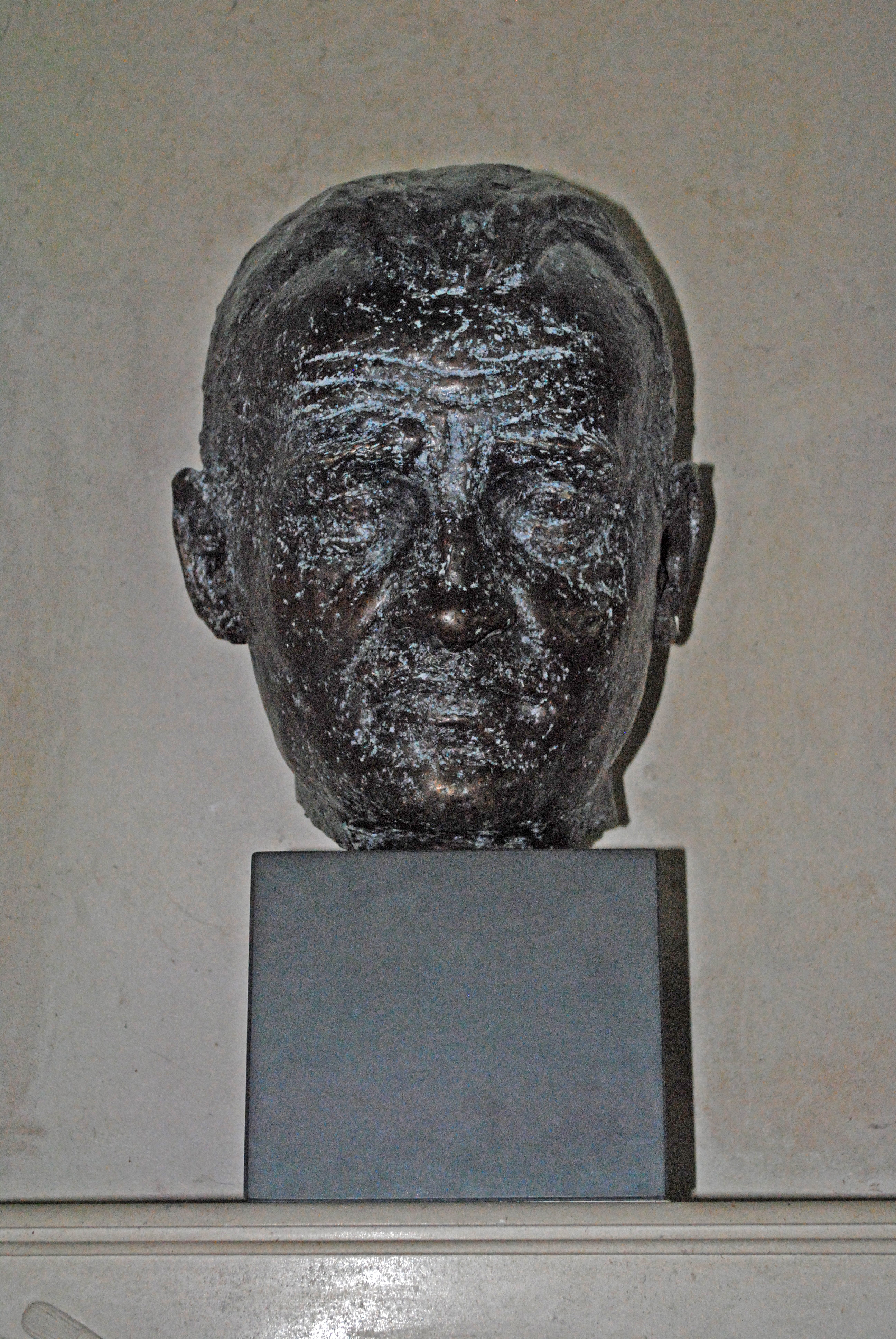
Bronze bust of Sir Oswald Birley, All Saints Church, West Dean in East Sussex

Nel 1937, dopo che il figlio di Sheridan, Richard, morì di appendicite a Costantina in Algeria, prese una grande quercia dalla casa di famiglia, Brede Place, nel Sussex e la scolpì nel suo memoriale. L'intaglio nel legno sembra averle dato una nuova direzione artistica. Dopo aver trascorso un'estate in una colonia artistica in una riserva di nativi americani nelle Montagne Rocciose, tenne una mostra ben accolta a Londra delle incisioni che aveva realizzato lì dai tronchi d'albero. Durante la seconda guerra mondiale lei e Winston Churchill misero da parte le loro divergenze politiche e lei gli fece un ritratto in busto mentre lui dipingeva il suo ritratto. Dopo la guerra si convertì al Cattolicesimo Romano, recandosi ad Assisi per questo scopo prima di trasferirsi ad abitare in una foresteria gestita dal convento francescano a Hope Castle a Castleblayney in Irlanda. Da lì continuò a scolpire, anche se soggetti e icone di importanza religiosa prima di tornare a vivere a Belmont House ad Hastings, nel Sussex, nel 1956. Nel 1958 scolpì una figura a grandezza naturale di un timoniere per l'Hastings Fishermen's Museum. Morì nel 1970 all'età di 84 anni, sopravvivendo a due dei suoi tre figli. È sepolta nel cimitero di St George's, Brede, Sussex accanto a suo nipote Roger Frewen [m. 1972] e alla sua pronipote Selina Frewen [m. 1972] e vicino al memoriale che aveva scolpito a suo figlio.
I busti della Sheridan del cugino di primo grado Churchill si trovano a Blenheim Palace, Chartwell, Harrow School e Hastings Town Hall; l'intonaco originale è in possesso del suo pronipote Jonathan Frewen. Alcuni oggetti della sua vasta collezione di manufatti dei nativi americani sono in mostra all'Hastings Museum e nel villaggio ancestrale della famiglia Frewen di Brede nel Sussex. Le sculture della Sheridan sono spesso esposte alla Rye Art Gallery. Molte delle sue opere successive si possono trovare in chiese o cimiteri, ad esempio a Peper Harrow vicino a Guildford, a St. Catherine's a Hoogstraeten in Belgio, alla Chiesa di Cristo Re Salthill a Galway, in Irlanda, e all'Allington Castle a Maidstone.

## Opere letterarie
- Russian Portraits (Cape, 1921); Pubblicato negli Stati Uniti come Mayfair a Mosca: Clare Sheridan's Diary (1921)[17][18]
- My American Diary (New York, Boni e Liveright, 1922)[1][18]
- In molti luoghi (Cape, 1923)
- West a East (1923)
- Stella ambient (Duckworth, 1923)[17]
- In tutta Europa con Satanella (Dodd, Mead and Company, 1925)
- Il tredicesimo (Duckworth, 1925)
- A turkish kaleidoscope (Duckworth, 1926)[10][18]
- Nuda Veritas (Butterworth, 1927); Pubblicato negli Stati Uniti come "Naked Truth" (New York, Harper & Brothers, 1928)
- Green Amber (1929)[17]
- The Sostitute Bride (1931)
- Arab Interlude (1936)[1][18]
- Redskin Interlude (1938)[10]
- Senza fine (1939)
- My Crowded Sanctuary (Methuen, 1945)[1][18]
- Ai quattro venti (1957)[10]

## Galleria d'immagini

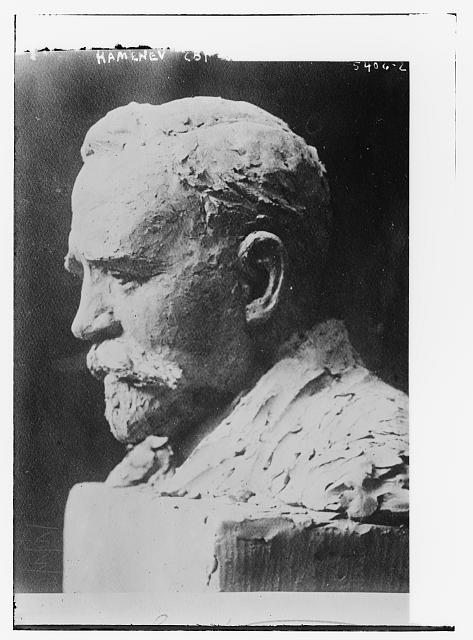
Busto di Lev Kamenev